# Pernell Roberts
Pernell Elvin Roberts, född 18 maj 1928 i Waycross, Georgia, död 24 januari 2010 i Malibu, Kalifornien, var en amerikansk skådespelare och sångare. Roberts är främst känd för rollen som den äldste brodern Adam i TV-serien Bröderna Cartwright åren 1959 till 1965.
Roberts gifte sig första gången med Vera Mowry 1951; med henne fick han sitt enda barn (Jonathan Christopher Roberts, som dog i en motorcykelolycka 1989). Han var gift andra gången 1962–1971 med Judith Anna Roberts, tredje gången 1972–1996 Kara Knack 1972 och fjärde gången till sin död med Eleanor Criswell.
Han avled 2010 i sviterna av cancer i bukspottkörteln. Han var den siste överlevande huvudrollsinnehavaren från TV-serien Bröderna Cartwright.